# Історія

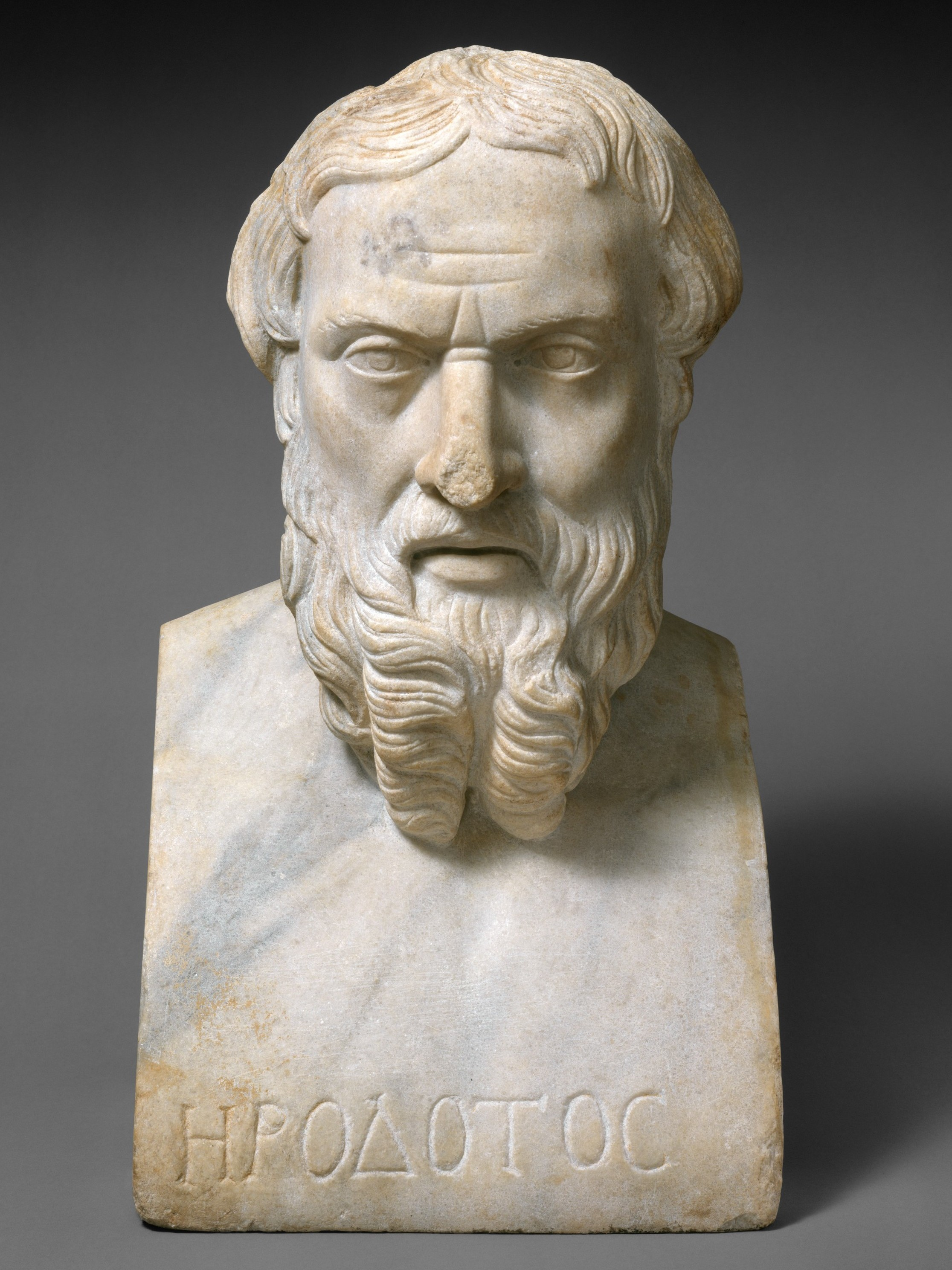
Геродот (бл. 484 до н. е. – бл. 425 до н. е.) вважається «батьком історії» в Західному світі

Істо́рія  (від дав.-гр. ἱστορία — оповідь, переказ про відоме, досліджене минуле) або діє́пис — наука, що вивчає минуле людства, покладаючись при цьому на письмові та матеріальні свідчення минулих подій. Дослідником історії є історик, особа з відповідним вишколом та фаховою підготовкою.
Із усіх відомих історичних «фактів» лише незначна кількість може бути повною мірою перевірена і підтверджена. Більшість науковців, що займаються вивченням історичних документів, погоджуються, що сучасний погляд на життя в той чи інший спосіб впливає на нашу інтерпретацію та бачення минулого. Тому на одну й ту саму історичну подію може існувати декілька різних точок зору, кожна з яких є по-своєму цінною.
Все ж, найціннішими є ті погляди та дослідження, які ґрунтуються на першоджерелах — документах, створених під час або невдовзі після подій, що вивчаються.

## Етимологія

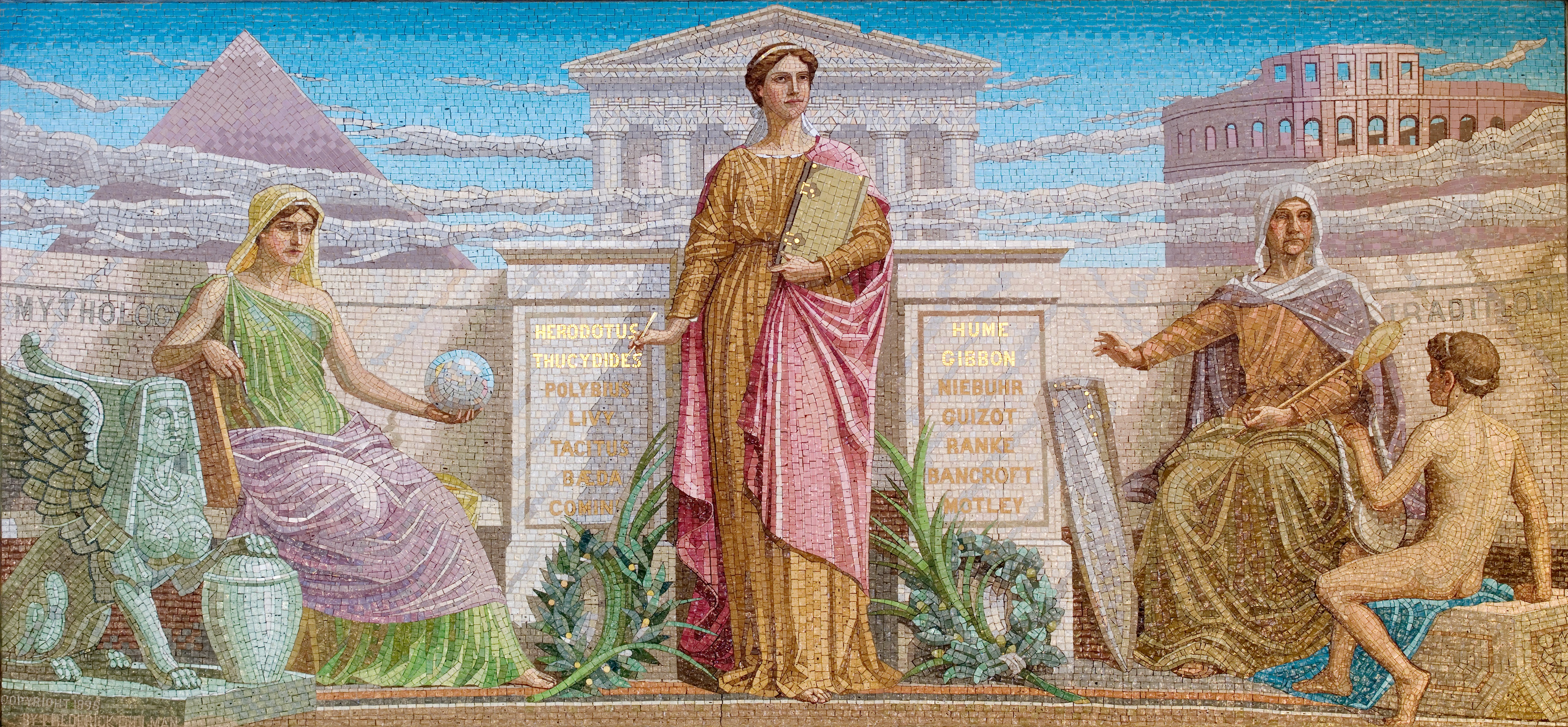
Історія, худ. Фредерік Діелман, 1896 р.

Слово «історія» прийшло до нас від грецького στορία (історія, оповідання), від протоіндоєвропейського «*wid-tor-», від кореня "*weid- "(знати, бачити). Цей корінь присутній в латинській мові — «video», в санскриті — «veda», в праслов'янській мові — «*věděti», в українській мові — «відати».
Давньогрецьке слово «στορία» означає знання набуте дослідженням. Воно було справедливим у тому сенсі, що Арістотель використав це слово у своїй «Περί Τά Ζωα Ιστορία, Peri Ta Zoa Istória» або, як вона звучить в латинізованій формі «Historia Animalium». Термін позбавлений часточки «στωρ», «hístōr» означає «мудрець», «очевидець», або суддя.
Слово прижилося в його грецькому значенні настільки добре, що Френсіс Бекон використав термін у XVI ст., коли написав «Natural History». На його думку, історія була «знанням об'єктів, детермінованих, розподілених простором і часом», видом знань, що підтримується пам'яттю (в той же час наука підтримується причиною, а поезія — фантазією).
Оскільки історики є одночасно спостерігачами та учасниками подій, то їх історичні праці написані з точки зору їх часу і зазвичай не тільки політично упереджені, але і розділяють всі помилки своєї епохи. За словами італійського мислителя Бенедетто Кроче, «вся історія — сучасна історія». Історична наука забезпечує істинний виклад ходу історії шляхом розповідей про події та їх неупереджений аналіз. У наш час історія створюється зусиллями наукових інститутів.
Всі події, які залишаються в пам'яті поколінь, в тій чи іншій автентичній формі складають зміст історичної хроніки. Це необхідно для виявлення джерел, найбільш важливих для відтворення минулого. Склад кожного історичного архіву залежить від змісту більш загального архіву, в якому знайдені ті чи інші тексти та документи; хоча кожен з них претендує на «всю правду», частину таких заяв зазвичай спростовують. Крім архівних джерел, історики можуть використовувати написи і зображення на пам'ятниках, усні перекази та інші джерела, наприклад, археологічні. Поставляючи джерела, незалежні від історичних, археологія особливо корисна для історичних досліджень, не тільки підтверджуючи або спростовуючи свідчення очевидців подій, але і дозволяючи заповнити інформацією часові періоди, про які немає свідчень сучасників.
Одні автори зараховують історію до гуманітарних наук, інші — до громадських, а ще вона може розглядатися як область між гуманітарними та суспільними науками. Вивчення історії часто пов'язане з певними практичними або теоретичними цілями, але може бути і проявом звичайної людської цікавості.

## Історіографія
Термін історіографія має кілька значень. По-перше, це наука про те, як пишеться історія, наскільки правильно застосовується історичний метод і як розвивається історичне пізнання. По-друге, тим же терміном позначають сукупність історичних праць, часто тематично або іншим способом відібраних із загальної сукупності (наприклад, історіографія 1960-х років про Середні століття). По-третє, терміном історіографія позначають вивчення поглядів і робіт конкретних істориків (аналізуються причини створення історичних творів, вибір їх тематики, спосіб інтерпретації подій, особисті переконання автора і його аудиторії, практика використання доказів і посилань на інших істориків). Професійні історики обговорюють також можливість створення єдиної розповіді про історію людства або серії таких розповідей, що конкурують за аудиторію.

## Філософія історії
Філософія історії — частина філософії, яка намагається відповісти на питання про кінцевий сенс людської історії. До цієї ж галузі філософії відносяться спекуляції про можливий телеологічний кінець історії, тобто чи розвивається історія з якого-небудь плану, чи має якусь мету, направляючі принципи і чи конечна вона в часі. Філософію історії не слід плутати з історіографією, тобто з дослідженням історії як академічної дисципліни, яка має певні методи, їх практичне застосування і власну історію розвитку. З іншого боку, не слід змішувати філософію історії з історією філософії, тобто дослідженням історії філософської думки.
Професійні історики обговорюють також питання, чи є історія наукою або вільним мистецтвом. Це розділення є значною мірою штучним, оскільки історію як область знання зазвичай розглядають у різних аспектах.
До основних підходів до розвитку філософії історії можна віднести наступні:
- формаційний (К. Маркс, Ф. Енгельс, В. І. Ленін та ін.)
- цивілізаційний (Н. Я. Данилевський, О. Шпенглер, А. Тойнбі, Ш. Айзенштадт, Б. С. Єрасов, Д. М. Бондаренко, І. В. Следзевскій, С. А. Нефедов, Г. В. Алексушін і ін.)
- світ-системний (А. Г. Франк, І. Валлерстайн, С. Амін, Дж. Аррігі, Т. дус Сантус, К. Чейз-Данн., Дж. Абу-Лутход, М. А. Чешков, А. І. Фурсов, А. В. Коротаєв, Л. Є. Гринин та ін.)
- школа «Анналів» (М. Блок, Л. Февр, Ф. Бродель, Ж. Ле Гофф, А. Я. Гуревич та ін.)
- естафетно-стадіальний (Ю. І. Семенов) по суті, модифікований марксистсько-формаційний підхід, де головною рушійною силою суспільного розвитку виступає та ж класова боротьба, а кінцевою метою — комунізм.
- атемпоральний — Симультанна історія (Ю. М. Олійник).

## Методи історії
Історичний метод полягає в дотриманні принципів і правил роботи з першоджерелами та іншими свідченнями, знайденими в ході дослідження і потім використовуваними при написанні історичної праці.
Як пише спочатку своєї праці «Історія» Геродот (484—425 рр. до н. е.), він зібрав і записав ці відомості (ἱστορίης ἀπόδεξις — виклад відомостей, отриманих шляхом розпитувань. — Прим.), щоб минулі події з часом не прийшли в забуття і великі і подиву гідні діяння, як еллінів, так і варварів не залишилися в безвісти, особливо ж те, чому вони вели війни один з одним.
Однак початок використання наукових методів в історії пов'язують з іншим його сучасником, Фукідідом, і його книгою «Історія Пелопоннеської війни». На відміну від Геродота і його релігійних колег, Фукідід розглядав історію як продукт вибору і вчинків не богів, а людей, у яких шукав всі причини і наслідки.
Власні традиції і розвинені методи історичного дослідження існували в стародавньому та середньовічному Китаї. Основи професійної історіографії там заклав Сима Цянь (145—90 рр. до н. е.), Автор «Історичних записок». Його послідовники використовували цю працю як зразок для історичних та біографічних творів.
На християнську і взагалі західну історіографію великий вплив зробив Аврелій Августин. Аж до XIX століття історію зазвичай сприймали як результат лінійного розвитку за планом, визначеному Творцем. Гегель також слідував цій ідеї, хоча й надав їй більш світський вид. З філософії Гегеля ідея лінійного історичного прогресу потрапила і в марксистську філософію історії.
Арабський історик Ібн Хальдун в 1377 році аналізував помилки, які часто здійснюють історики. Він підкреслював культурні відмінності між сучасністю і минулим, що це вимагає уважного ставлення до джерел, виділення принципів, згідно з якими можна дати їм оцінку і нарешті, інтерпретувати події і культуру минулого. Ібн Хальдун критикував упередженість і легковір'я істориків. Його метод заклав основи для оцінки ролі держави, пропаганди, засобів комунікації і систематичної упередженості в історіографії, у зв'язку з чим Ібн Хальдун вважається «батьком арабської історіографії».
Велике значення мала розробка Ібн Халдуном концепції політико-демографічних циклів, що становила одну з перших спроб наукового опису історичної динаміки.
Серед інших істориків, які вплинули на становлення методології історичних досліджень, можна згадати Ранке, Тревельяна, Броделя, Блока, Февра, Фогеля. Проти застосування наукової методології в історії виступали такі автори, як Х. Тревор-Ропер. Вони заявляли, що для розуміння історії потрібна уява, тому слід вважати історію не наукою, а мистецтвом. Не менш суперечний автор Ернст Нольте, слідуючи класичної німецької філософської традиції, розглядав історію як рух ідей. Марксистська історіографія, представлена на заході, зокрема, роботами Хобсбаума і Дойчера, ставить метою підтвердження філософських ідей Карла Маркса. Їх опоненти, що представляють антикомуністичну історіографію, такі як Пайпс і Конквест, пропонують інтерпретацію історії протилежну марксистської. Існує також велика історіографія з точки зору фемінізму. Ряд постмодерністських філософів презентизму взагалі заперечує можливість неупередженої інтерпретації історії та існування в ній наукової методології. Останнім часом дедалі більшої сили починає набирати кліодінаміка — математичне моделювання історичних процесів.
Соціальний філософ, дослідник людської діяльності (праксеології) Людвіг фон Мізес (1881—1973) у своїй головні праці "Людська діяльність: Трактат з економічної теорії" вводить поняття "ідеального типу" для історичних досліджень: "Критерієм, з точки зору якого історія впорядковує і сортує нескінченну різноманітність подій, є їх значення. Єдиний принцип, який вона застосовує для систематизації своїх об'єктів людей, ідей, інститутів, соціальних спільнот і артефактів, — рівнозначність. Відповідно до ступеня рівнозначності вона групує елементи в ідеальні типи. ... Ідеальні типи це специфічні поняття, що застосовуються в історичному дослідженні і в поданні його результатів. Це концепції розуміння. Як такі вони докорінно відрізняються від праксиологических категорій і понять й від понять природничих наук. Ідеальний тип не є родовим поняттям, оскільки його опис не вказує на ознаку, присутність якого ясно і недвозначно визначає приналежність до даного класу. Ідеальний тип не можна визначити; він повинен задаватися перерахуванням тих ознак, наявність яких, власне кажучи, визначає, чи зустрівся нам в даному конкретному випадку зразок, що належить до оскільки він розглядався ідеального типу. Особливістю ідеального типу є те, що не всі його ознаки повинні бути в наявності в кожному конкретному прикладі. Питання у тому, чи перешкоджає відсутність деяких характеристик включенню конкретного зразка в даний ідеальний тип, залежить від розуміння оцінки значущості. Сам ідеальний тип є результат розуміння мотивів, ідей, цілей діючих індивідів і вживаних ними засобів".

## Осягнення закономірностей історичних процесів
На початку XIX століття засновник позитивізму Огюст Конт обіцяв довести, що «існують закони розвитку суспільства, настільки ж певні, як і закони падіння каменя». Але встановити закони історії було не так просто. Коли німецький історик Карл Лампрехт спробував відстоювати точку зору Конта, то Едуард Меєр, інший німецький історик, відповів, що протягом багаторічних досліджень йому не вдалося відкрити жодного історичного закону і він не чув, щоб це вдалося іншим. Макс Вебер вважав безглуздими спроби пошуку історичних закономірностей. Філософ Карл Ясперс писав: «Історія має глибокий зміст. Але він недоступний людському розумінню». Едвард Хьюлетт Карр стверджував, що на Заході більше не говорять про «історичні закони», що саме слово «причина» вийшло з моди.
При цьому заперечення причинної обумовленості подій минулого ставило під сумнів право історії вважатися наукою. Так, філософ Бертран Рассел казав: «Історія — ще не наука. Її можна змусити здаватися наукою лише за допомогою фальсифікацій і замовчувань». Соціолог Еміль Дюркгейм говорив: «Історія може вважатися наукою лише в тій мірі, в якій вона пояснює світ».
На осягнення законів історії претендував марксизм, який висунув теорію суспільно-економічних формацій і стверджував, що розвиток продуктивних сил призводить до зміни виробничих відносин, які й визначають сутність кожної формації. Але цей підхід не дозволяє пояснити глибокі відмінності між характером розвитку суспільних відносин у різних народів.
Герберт Спенсер і Освальд Шпенглер розглядали людські суспільства як подоби біологічних організмів, які народжуються, живуть і вмирають. Арнольд Тойнбі виконав колосальну роботу, описавши в 12 томах історію 21 цивілізації (перший том цієї праці вийшов у світ в 1934 році). Він намагався порівнювати розвиток цих цивілізацій і прийшов до висновку, що цивілізація народжується як «відповідь» конкретного суспільства на «виклик» з боку природи або інших товариств. «Викликом» могло бути перенаселення, вторгнення зовнішніх ворогів чи інша подія, що ставить під загрозу існування суспільства, а «відповіддю» — соціальна організація або технічні нововведення, що дозволяють суспільству вижити.
У середині XX століття найбільш популярною теоретичною концепцією історичного розвитку стала теорія модернізації. За визначенням одного з творців цієї теорії, Сирила Блека, модернізація — це процес адаптації традиційного суспільства до нових умов, породженим промисловою революцією.
Важливим джерелом осмислення історичних аспектів людської діяльності стала праксеологія, розвиток якої пов'язують з роботами Людвіга фон Мізеса (1881—1973), зокрема з його основною роботою «Людська діяльність: Трактат з економічної теорії» (1949).
Питання про поширення різних суспільних систем багато в чому зводилося до проблеми поширення технічних інновацій, культурної дифузії. Найбільш чітко ідеї дифузіонізму були сформульовані у так званій теорії культурних кіл. Її автори Фрідріх Ратцель, Лео Фробениус і Фріц Гребнер вважали, що подібні явища в культурі різних народів пояснюються походженням цих явищ з одного центру, що найважливіші елементи людської культури з'являються лише одного разу і лише в одному місці. Вони дають народу-першовідкривачу вирішальну перевагу перед іншими народами.
У 1963 році Вільям Макніл, один з учнів Тойнбі, опублікував монографію «Сходження Заходу». Він детально описав фундаментальні відкриття давнини і Середніх віків, які викликали радикальні зміни в суспільній структурі.
Але ця концепція не давала відповіді на питання про причини катастрофічних криз, які час від часу осягали різні країни. Німецький економіст Вільгельм Абель, зіставивши динаміку чисельності населення Європи з динамікою цін, прийшов до висновку, що картина циклічного розвитку економіки з XII століття аж до промислової революції в цілому відповідає теорії мальтузіанства.

## Спеціальні історичні дисципліни
- Архонтологія — наукова дисципліна, яка вивчає історію посад у державних, міжнародних, політичних, релігійних та інших громадських структурах. Об'єктом вивчення є хронологія, послідовність змін посадовців, їхні біографії та інші дані.
- Археологія — самостійна історична наука, яка вивчає побут, матеріальну культуру людей минулих епох за археологічними знахідками (артефактами).
- Архівістика — наука про методи роботи з архівами (про історичні й сьогоднішні прийоми збирання, зберігання, опрацювання і опублікування).
  - Архівознавство — спеціальна історична наука, яка вивчає історію розвитку архівної справи.
- Боністика — спеціальна історична дисципліна, що вивчає грошові паперові знаки, банкноти, цінні папери, векселі.
- Вексилологія — наука про стяги, прапори, хоругви та інші предмети історичної символіки.
- Генеалогія — родознавство, спеціальна історична дисципліна, що вивчає: 1) історію родів; 2) родословну якоїсь людини. Генеалогія пов'язана з такими суміжними науками, як геральдика, дипломатика, євґеніка, історія та інші
- Геральдика — наука, що вивчає герби, кольорові емблеми, які належать особам, родам чи спільнотам.
- Джерелознавство — це наука про історичні джерела; теорія і практика їх використання в історичних дослідженнях.
- Дендрохронологія — порівняно нова наука, методи якої лежать на межі з біологією, археологією і метеорологією. Її методи уможливлюють датування артефакту (археологічної знахідки) на основі підрахування кількості й товщини кілець деревини. Товщина шару залежить від метеорологічних чинників даного року. Також можна дослідити, наприклад чи був даний рік врожайний. В посушливі роки кільця формувалися дуже тонкі.
- Дипломатика — наука, яка досліджує документи з точки зору наукової критики, тобто визначає придатність знайдених документів до історичного дослідження. Вона покликана для викриття фальшивки, а також встановити юридичну процедуру при оформленні документів.
- Епіграфіка — наука про увічнення написів, скажімо на пам'ятниках, будинках, надгробках, меморіальних таблицях, а також на прапорах, хоругвах.
- Історична бібліографія — наука про опубліковані джерела (манускрипти і передруки)
- Бібліографія — наука про бібліографічні записи — замітки для каталогізації списку книг і джерел.
- Історична хронологія — одна із спеціальних історичних дисциплін, наука про методи обліку часу, системи датування(види календарів).
- Історична демографія — наука про демографію населення, яка лічить популяцію людей в різних місцевостях і епохах.
- Історична географія — наука, яка розглядає географічне середовище в історичній перспективі, або вказує на історичні зміни в даному регіоні, займається реконструкцією адміністративного поділу, природного середовища, культури, господарювання (економічна історія) i політики(політична історія) того чи іншого регіону.
- Історична картографія — наука, яка займається історичними картами і методами їх виробництва.
- Кодикологія — допоміжна медієвістиці й палеографії наука, що вивчає рукописи, які записані в кодексах, грамотах і книгах ще до епохи друкарства.
- Криптографія — наука про розшифрування закодованих текстів, тісно пов'язана з дипломатикою, історією міжнародних відносин і дипломатією.
- Неографія — розділ палеографії, який вивчає письмо після відкриття друку.
- Нумізматика — наука, що вивчає старовинні монети та медалі. Фундаментальна для економічної, політичної історії, відіграє важливу роль у археологічному датуванні.
- Палеографія — історико-філологічна дисципліна, об'єктом дослідження якої є історія письма, його еволюція (переважно на основі давніх пам'яток) та характерні особливості (графічні форми знаків і літер, пропорції та конфігурації їхніх складових частин; місце і частота вживання окр. літер; видів скорочень; шрифтів та ін.) на певних етапах розвитку, вивчення систем тайнопису (криптографії), особливостей оздоблення рукописів і написів (зокрема, орнаментів, мініатюр). Звичайно палеографія вивчає системи літочислення, а також предмети, пов'язані з письмом (матеріали, на які нанесено текст, зокрема пергамен, тканини, берест, папір і філіграні на ньому; знаряддя писання; барвники, зокрема чорнила, за допомогою яких написано чи оздоблено текст; форми оправ книжок тощо).
- Папірологія — наука про рукописи записані на папірусі.
- Пресознавство — наука про часописи і періодичні видання.
- Сфрагістика — наука про печатки і штемпелі. Тісно пов'язана з геральдикою.
- Фалеристика — наука про медалі, ордени та інші відзнаки.
- Просопографія — наука, що досліджує особу.

### Розділи історії
- Мікроісторія
- Макроісторія
- Історичне краєзнавство
- Політична історія
- Економічна історія
- Історична антропологія — галузь історичної науки, для якої головним об'єктом дослідження є людина, зокрема її історичні та етнічні типи, а не окремі історичні події та процеси.
- Історія науки
- Історія мистецтва
- Історія релігії
- Історія держави і права
- Історія політичних теорій
- Воєнна історія
- Історія дипломатії
- Історія побуту і матеріальної культури
- Історія медицини
- Усна історія
- Історія гірничої справи

## Розділи історії за періодизацією
- Історія стародавнього світу, яка поділяється на Історію первісного суспільства, Історію Стародавнього Сходу та Історію Стародавніх Греції і Риму.
- Історія Середніх віків або Медієвістика від падіння Західної Римської Імперії у 476 р. до відкриття Америки Колумбом у 1492 р. (за новою періодизацією) або до закінчення Тридцятирічної війни у 1648 р.
- Нова історія від дати відкриття Х. Колумбом Америки у 1492 р. до початку Першої світової війни — 1914 р.
- Новітня історія (1914 р. — до наших днів) (за радянською періодизацією — від закінчення Першої світової війни до сьогодні).

Проте слід зазначити, що західна історіографія не виділяє поняття «Нова історія» і «Новітня історія». Виділяється період «Modern history» («Сучасна історія») від 1492 до наших днів.